# Чагинская улица
Ча́гинская у́лица — улица, расположенная в Юго-Восточном административном округе города Москвы на территории района Люблино.

## История
Улица названа в 1977 году по направлению к бывшей деревне Чагино, название которой происходит от некалендарного личного имени Чага, известного с XV века.

## Расположение
Чагинская улица начинается от того места, где пересекаются Улица Головачёва и Ставропольская улица (оттуда же начинается и нумерация домов по улице) и идёт на юг. Улица заканчивается, упираясь в улицу Верхние Поля.
К западу от улицы расположены промышленные предприятия, к востоку от неё — Кузьминский лесопарк
На некоторых картах улица совершенно непоследовательно обозначается как Проектируемый проезд № 4586 с соответствующими адресами домовладений, что создаёт серьёзную путаницу.

## Транспорт

### Автобус
- 54: Капотня — метро «Люблино» — метро «Текстильщики»

### Метро
- Станция метро «Люблино» Люблинско-Дмитровской линии — в 2,9 км на северо-запад от пересечения со Ставропольской улицей.
- Станция метро «Братиславская» Люблинско-Дмитровской линии — в 4,3 км на запад от пересечения с улицей Верхние Поля.

Маршрутка
954: Садовод - метро Люблино (является неофициальным транспортом)

## Происшествия

### 2005 год
25 мая 2005 года на электроподстанции № 510 «Ча́гино», расположенной на улице, произошла одна из крупнейших аварий в энергосистеме, в результате которой была отключена подача электроэнергии в несколько районов Москвы, Подмосковья, а также Тульской, Калужской и Рязанской областей на несколько часов (а в отдельных местах — на несколько дней).

### 2008 год
17 мая 2008 года произошёл пожар на электроподстанции «Чагино», приблизительно в пять часов дня. Пожар на подстанции не привёл к отключению электричества.